# 웨이하이 점령군
웨이하이 점령군(일본어: 威海衛占領軍 이카이에센료군[*])은 청일 전쟁에서 이긴 일본이 내건 시모노세키 조약에 따라 웨이하이를 보장 및 점령하기 위해 일본 제국 육군이 편성한 군이었다.

## 역사
1895년 4월 5일부터 1898년 5월 23일까지 존재하였으며, 사령부는 5월 30일에 일본 열도로 귀국하여 도쿄시 구단의 가이코샤에서 행정업무를 6월 13일까지 마쳤다. 웨이하이에 남은 사령부 잔무소는 8월 22일에 폐쇄되었다.。

## 조직 구조

### 사령부
- 사령관
  1. 소장 이세치 요시나리; 1895년 11월 29일 ~ 1896년 5월 20일
  2. 소장 니시 간지로; 1896년 5월 20일
  3. 소장 시오야 가타쿠니 1896년 10월 14일 ~ 1898년 5월 1일
  4. 소장 미요시 나루유키 1897년 5월 219일 ~ 1889년 6월 12일
- 참모장
  1. 보병대령 오카자키 세이조; 1895년 4월 5일 ~ 1889년 6월 12일

### 부대
- 혼성 제11여단; 1985년 4월 5일 ~ 1896년 6월
  - 보병 제13연대
  - 보병 제23연대
  - 기병 제6대대 2중대
  - 공병 제6대대 1중대
- 혼성 제2여단; 1896년 6월 ~ 1989년 5월 23일

## 참고

### 인용
1. ↑  “官報” (일본어) (4474). 1898년 6월 1일.
2. ↑  “威海衛占領軍司令部解散に伴う同条例自然消滅の件通牒”. 明治31年 軍務局諸達綴 (일본어). 陸軍省. 2020년 2월 6일에 확인함.
3. ↑  “官報” (일본어) (4546). 1898년 8월 24일.

### 자료
- 秦郁彦 (2005년 8월 1일). 《日本陸海軍総合事典》 2판. 도쿄 대학 출판회. ISBN 4130301357.
- 外山操; 森松俊夫 (1987). 《帝国陸軍編制総覧》 (일본어). 芙蓉書房出版.